# 陸上自衛隊第4師團
陸上自衛隊第4師團(日語：第4師団；平假名：だいよんしだん)，設立於1962年8月15日，是日本陸上自衛隊西部方面隊下屬的師團，司令部設置於福岡縣春日市的千僧駐屯地，主力構成為三個普通科聯隊（步兵團），屬於地域配備師團。主要職責為負責第4警備地區（北九州福岡、長崎、大分、佐賀）的防衛警備和救災派遣等任務。

## 历史

### 警察预备队时期 - 第4管区队
- 1950年12月29日：設立第4管区總監部。
- 1951年5月1日：第3管区隊編製完成，下轄第3管区總監部、總監部付中隊（伊丹駐屯地）、第10聯隊（福岡駐屯地・針尾駐屯地）、第11聯隊（小月駐屯地・曾根駐屯地・中津駐屯地）、第12聯隊（鹿屋駐屯地・熊本駐屯地）、第64聯隊、第4補給中隊（針尾駐屯地）、第4通信中隊（福岡駐屯地）、第4施設大隊（鹿屋駐屯地）、第4衛生大隊、第4武器中隊、第4偵察中隊（曾根駐屯地）。

### 保安队时期 - 第4管区队
- 1954年1月10日：成立第4管區航空隊。

### 陸上自衛队时期 - 第4管区队
- 1954年7月1日：第10联队、第11联队、第12联队更名為第10普通科联队、第11普通科联队、第12普通科联队。第64聯队更名為第4特科联队。
- 1954年8月10日：組成第16普通科联队。
- 1954年8月30日：第10普通科联队移編第2管区队
- 1954年9月10日：組成第17普通科联队。第4管区航空隊更名為第4航空隊。
- 1954年9月19日：第11普通科联队移編第5管区队。
- 1954年10月5日：組成第3特科群和第4特車大队。
- 1956年1月25日：組成第19普通科联队。
- 1956年1月26日：西部方面隊成立，第4管區隊隸屬於西部方面隊。第12普通科联队移編第10混成團。

1960年期间的主要编制
第16・第17・第19普通科联队、第4特科联队（砲兵團）、第4特車大隊（戰車營）

### 陸上自衛队時期 - 第4师团
- 1962年1月18日：第17普通科联队移編第13師團。第4飛行隊移編西部方面飛行隊。
- 1962年8月15日：第4师团设立，下轄师团司令部、师团司令部付隊、第16普通科联队、第19普通科联队、第40普通科联队、第41普通科联队、第4特科联队、第4戰車大隊、第4通信大隊、第4偵察隊、第4對戰車隊等，警備担当区域為福岡縣、長崎縣、大分縣、佐賀縣。
- 1975年8月1日：組建第4音樂隊。
- 1980年3月25日：組建對馬警備隊。
- 1990年3月26日：師團近代化改編。
  - 下屬普通科联队摩托化改編。
  - 組成第4對戰車隊重反裝甲飛彈小隊
  - 第4武器隊、第4補給隊、第4輸送隊、第4衛生隊整編為第4後方支援联队。
  - 第4高射特科大隊改為師團直轄。
  - 新編電子偵察小隊、化學防護小隊。
- 1994年3月28日：西部方面飛行隊第4飛行隊編入。
- 1998年3月26日：第19普通科联队改編為即應預備自衛官指定部隊。
- 2002年3月27日：第4對戰車隊改編為第4對舟艇對戰車隊。組成第4化学防护队。
- 2003年3月27日：改編為沿岸配備型師團。
  - 第4戰車大隊增加第4戰車中隊。
  - 第4特科聯隊所屬大隊擴編為3個特科中隊。
  - 第4後方支援聯隊武器大隊改編為第1整備大隊和第2整備大隊。
- 2009年3月26日：第4化学防护队改编为第4特殊武器防护队。
- 2006年3月27日：即應現代化改編。
  - 第19普通科聯隊移編西部方面混成團。
  - 解散第4特科聯隊第4、第5特科大隊。
  - 解散第4戰車大隊第4戰車中隊。
  - 第4對舟艇對戰車隊改編為西部方面對舟艇對戰車隊。
- 2015年3月26日：西部方面對舟艇對戰車隊移編第8師團。
- 2018年3月27日：第4戰車大隊和第8師團第8戰車大隊整編為西部方面戰車隊，部分戰車中隊移編水陸機動團。
- 2019年3月26日：改編為地域配備師團
  - 第4特科聯隊和第8師團第8特科聯隊整編為西部方面特科聯隊，並移編第8師團。
  - 第4戰車大隊和西部方面戰車隊第3中隊整編為第4偵察戰鬥大隊。
  - 西部方面戰車隊改為西部方面隊直轄。

## 組織架構
- 福岡駐屯地（福冈县春日市）
  - 师团司令部及师部附属隊
  - 第4後方支援联队（日语：第4後方支援連隊）
  - 第4通信大隊（日语：第4通信大隊）
  - 第4偵察战斗大隊（日语：第4偵察戦闘大隊）
  - 第4特殊武器防護隊
  - 第4音楽隊
- 大村駐屯地（长崎县大村市）
  - 第16普通科联队（日语：第16普通科連隊）
  - 第4设施大隊（日语：第4施設大隊）
- 小倉駐屯地（福冈县北九州市小倉南區）
  - 第40普通科联队（日语：第40普通科連隊）
- 別府駐屯地（大分县別府市）
  - 第41普通科联队（日语：第41普通科連隊）
- 久留米駐屯地（福冈县久留米市）
  - 第4高射特科大隊（日语：第4高射特科大隊）
- 目達原駐屯地（佐贺县神埼郡吉野里町）
  - 第4飛行隊（日语：第4飛行隊 (陸上自衛隊)）
- 対馬駐屯地（长崎县對馬市）
  - 对馬警備隊（日语：対馬警備隊_(陸上自衛隊)）

第4師團所属第4戰車大隊（戰車營）位於玖珠町，編有4個中隊的74式戰車；第16普通科連隊（步兵團）位於大村市，配有96式裝甲運兵車；第4特科連隊（砲兵團）位於久留米市；第1特科大隊、第2特科大隊、第3特科大隊、第4特科大隊各擁有三個特科中隊的155釐米FH-70野戰炮，第5特科大隊擁有四個特科中隊的155釐米FH-70野戰炮；第4偵察隊位於春日市，編有87式裝甲偵查車；第4高射特科大隊（防空炮營）位於久留米市，配有81式及93式地對空導彈；第4戰鬥設施大隊（工兵營）位於大村市。

## 外部連結
- Homepage 4th Division （页面存档备份，存于） (Japanese)